# Schlacht von Argentoratum
Mediolanum – Augusta Vindelicorum – Lacus Benacus – Placentia – Fano – Pavia – Langres – Vindonissa – Autun – Reims – Brumath – Senonae – Argentoratum – Solicinium – Argentovaria
Die Schlacht von Argentoratum oder auch Schlacht von Straßburg fand im Herbst 357 in der Nähe von Argentoratum statt, dem heutigen Straßburg.

## Vorgeschichte
Nach den Aufzeichnungen des spätrömischen Historikers Ammianus Marcellinus sandte der römische Kaiser Constantius II. seinen Vetter Julian und den römischen Heermeister Barbatio nach Rauracum (heute Kaiseraugst), um die Alamannen zu bezwingen. Aufgrund des Laeten-Aufstands und laut Ammianus Marcellinus auch durch das Verschulden Barbatios, der Julian angeblich keine Erfolge gönnte, gelang es den Alamannen, das zahlenmäßig überlegene römische Heer in die Flucht zu schlagen. Die Alamannen nutzten die Gelegenheit und besetzten zahlreiche linksrheinische Städte von Straßburg über Zabern, Speyer, Worms, Mainz, Bingen, Koblenz bis Andernach.

## Schlachtverlauf

Die Aufstellung zu Beginn der Schlacht

Aufeinandertreffen der Fußsoldaten

Die Alamannenkönige Hortar, Suomar, Ur, Ursicinus, Vestralp, zehn Unterkönige sowie viele Adlige unter der Führung Chnodomars und seines Neffen Agenarich (Serapio) sammelten ihre Heere und zogen gegen Julian auf, um ihren Anspruch auf die linksrheinischen Gebiete zu bekräftigen. Julian stand angeblich einem Heer von etwa 35.000 Alamannen gegenüber, die sich aus verschiedenen Teilstämmen zusammensetzten; diese Zahl dürfte jedoch stark übertrieben sein, um so die Bedeutung des römischen Siegs hervorzuheben. Wahrscheinlich waren beide Heere etwa gleich stark, und die Zahl 35.000 bezieht sich eher auf die Gesamtzahl der am Krieg beteiligten Alamannen. Ein Überläufer aus Barbatios geschlagenem Heer berichtete den Alamannen zutreffend, dass Julian etwa 13.000 Mann unter Waffen hatte. Im Bewusstsein ihrer vorherigen Siege und Übermacht sandten die Alamannen Boten an Julian, die ihn aufforderten, das Land zu verlassen, das sie sich mit Tapferkeit und Waffen erworben hätten. Das linke Rheinufer sei nun alamannisches Gebiet. Julian lachte die Gesandten aus, nahm sie entgegen den üblichen Sitten gefangen und beschloss, in den Kampf zu ziehen, bevor sich die gesamte germanische Streitmacht versammeln konnte.
Julian marschierte mit seinem Heer, in dem auch keltische und germanische Auxiliartruppen dienten, von Zabern aus Richtung Straßburg und „versorgte“ sich unterwegs von den Feldern alamannischer Bauern. Bei Straßburg wurden die Römer schon von den Alamannen kampfbereit erwartet, die vorher drei Tage und Nächte lang über den Rhein übergesetzt hatten. Beide Gegner bauten ihre Schlachtordnungen auf. Die Römer stellten ihre Reiterei auf dem rechten Flügel auf, Chnodomar versammelte seine Reiterei hinter sich auf dem linken Flügel. Noch bevor der Kampf begann, forderten die alamannischen Fußtruppen ihre Unterkönige auf, von den Pferden herabzusteigen, damit sie sich bei Gefahr nicht davonmachen könnten. Offensichtlich waren die Germanen also keineswegs überzeugt, gegen eine reguläre römische Armee siegen zu können. Chnodomar ging mit gutem Beispiel voran, und die übrigen Könige stiegen ebenfalls von den Pferden.
Den Alamannen gelang es anfänglich, die römische Reiterei in die Flucht zu schlagen. Dann trafen die Fußtruppen aufeinander und der Kampf wogte hin und her. Nach Ammianus Marcellinus kämpften ebenbürtige Gegner – die Alamannen durch ihre große Körperkraft und ihren hohen Wuchs wild und stürmisch gegen die gutgeschulten, gut ausgerüsteten und erfahrenen römischen Soldaten. Schließlich brachten die Erfahrung und die überlegene Disziplin des römischen Heeres die Entscheidung. Als die Überlegenheit der Römer deutlich wurde, versuchten Chnodomar und seine überlebenden Alamannen über den Rhein zu entkommen. Die Römer verfolgten die ungeordnet flüchtenden Alamannen und trieben sie in den Rhein. Dennoch ist unklar, ob wirklich über 6000 tote Germanen auf dem Schlachtfeld blieben (s. u.). Manch ein moderner Historiker glaubt sogar, dies sei eher die Gesamtzahl der Alamannen gewesen, die den Römern also zahlenmäßig sogar deutlich unterlegen gewesen seien.
Auch Chnodomar versuchte über den Rhein in sein Land zu entkommen, jedoch wurde er erkannt und mit drei engen Freunden und zweihundert Begleitern von einer römischen Kohorte gestellt. Chnodomar ergab sich und bat den Caesar Julian um Gnade; er wurde vor den Kaiser nach Rom geführt und soll später in einem Fremdenlager auf dem Mons Caelius an „Altersschwäche“ gestorben sein.
Auf römischer Seite waren offenbar nur 243 Soldaten und 4 Militärtribunen gefallen. Auf alamannischer Seite waren nach Ammianus Marcellinus 6000, nach Libanios 8000 Männer auf dem Schlachtfeld geblieben, und eine etwa gleich große Zahl war – nach Zosimos – im Rhein ertrunken. Während die römischen Verlustzahlen authentisch sein dürften, sind die Verluste der Alamannen, wie bereits erwähnt, wohl stark übertrieben. Mit den in Straßburg beteiligten Königen ließ Julian Friedensverträge abschließen, wobei je nach Heftigkeit des Widerstands auch recht drastische Maßnahmen angewandt wurden.
Bemerkenswert ist, dass Julian über die Schlacht ein Büchlein verfasste, in bewusster Nachahmung der Commentarii Caesars, wobei Julian aber weit weniger nüchtern über seinen Erfolg berichtete. Das Büchlein ist nicht erhalten, allerdings bezog sich beispielsweise Eunapios von Sardes darauf. Es hat vermutlich auch Ammianus Marcellinus als Quelle gedient. Am kaiserlichen Hof freilich wurde es mit wenig Begeisterung aufgenommen, da Julian schließlich nur im Auftrag des Constantius in Gallien operierte. Auch dass Julians Soldaten ihn auf dem Schlachtfeld angeblich spontan zum Augustus ausriefen, was er allerdings von sich wies, mag am Hof das Misstrauen gegenüber dem Caesar verstärkt haben.
Wichtiger als der römische Sieg bei Straßburg waren letztlich wohl Julians anschließende Feldzüge auf rechtsrheinischem Gebiet, mit denen die Römer die alamannischen Fürsten zum Frieden und zur vorläufigen Unterwerfung zwingen konnten: Die überlebenden Alamannen, die nach der Schlacht bei Straßburg in ihre Gaue zurückkehrten, fühlten sich offenbar vielfach nicht an die Kapitulation Chnodomars gebunden. Julian ließ daher in der Nähe von Mogontiacum (Mainz) eine Brücke über den Rhein schlagen und setzte über. Er baute einige Befestigungswerke im Feindesland wieder auf und plünderte das alamannische Gebiet. Viele Alamannen wurden Rom tributpflichtig. Erst nach Julians Tod im Krieg gegen die Perser wagten die Alamannen wieder Angriffe auf das römische Gallien.